# Švedlár
Švedlár (německy Schwedler, maďarsky Svedlér) je obec na Slovensku v okrese Gelnica v historickém regionu Spiš. V obci žije přibližně 2 100 obyvatel.

## Historie
Švedlár založili němečtí horníci, jejichž zavolal do země uherský král Béla IV., po odchodu Tatarů (1243) kolem roku 1255. Nachází se ve východní části Slovenského rudohoří. Nejstarší zmínka o obci je z roku 1312, když ji roku 1338 daroval král Karel I. Robert Smolníku. Obec se dostala do rukou Thurzů, potom Csákyoů a nakonec Banské komoře. Obyvatelstvo pracovalo v dolech na měď.

## Přírodní poměry
Do katastrálního území obce zasahuje část přírodní rezervace Polianske rašelinisko.

## Obyvatelstvo

### Národnostní složení
Údaje: Sčítání lidu, domů a bytů v roce 2011
| \| Národnostní složení – Švedlár (2011)[4] \| Národnostní složení – Švedlár (2011)[4] \| Národnostní složení – Švedlár (2011)[4] \| Národnostní složení – Švedlár (2011)[4] \| Národnostní složení – Švedlár (2011)[4] \| \| --------------------------------------- \| --------------------------------------- \| --------------------------------------- \| --------------------------------------- \| --------------------------------------- \| \| \| \| \| \| \| \| Slováci \| Slováci \| \| 74,36 % \| 74,36 % \| \| Romové \| Romové \| \| 15,89 % \| 15,89 % \| \| ostatní, nezjištěno \| ostatní, nezjištěno \| \| 7,25 % \| 7,25 % \| \| Němci \| Němci \| \| 2,50 % \| 2,50 % \| |                     |  |         |         |
| Národnostní složení – Švedlár (2011) |                     |  |         |         |
| |                     |  |         |         |
| Slováci | Slováci             |  | 74,36 % | 74,36 % |
| Romové | Romové              |  | 15,89 % | 15,89 % |
| ostatní, nezjištěno | ostatní, nezjištěno |  | 7,25 %  | 7,25 %  |
| Němci | Němci               |  | 2,50 %  | 2,50 %  |

- Celkem – 2 083 obyvatel
- Slovenská – 1 549 (74,36%)
- Romská – 331 (15,89%)
- Nezjištěno – 134 (6,43%)
- Německá – 52 (2,50%)
- Česká – 5 (0,24%)
- Rusínská – 4 (0,19%)
- Ukrajinská – 4 (0,19%)
- Maďarská – 3 (0,14%)
- Ruská – 1 (0,05%)

#### Atlas romských komunit 2013
| \| Atlas romských komunit – Švedlár (2013)[5] \| Atlas romských komunit – Švedlár (2013)[5] \| Atlas romských komunit – Švedlár (2013)[5] \| Atlas romských komunit – Švedlár (2013)[5] \| Atlas romských komunit – Švedlár (2013)[5] \| \| ------------------------------------------ \| ------------------------------------------ \| ------------------------------------------ \| ------------------------------------------ \| ------------------------------------------ \| \| \| \| \| \| \| \| Neromské obyvatelstvo \| Neromské obyvatelstvo \| \| 37,9 % \| 37,9 % \| \| Romské obyvatelstvo \| Romské obyvatelstvo \| \| 62,1 % \| 62,1 % \| |                       |  |        |        |
| Atlas romských komunit – Švedlár (2013) |                       |  |        |        |
| |                       |  |        |        |
| Neromské obyvatelstvo | Neromské obyvatelstvo |  | 37,9 % | 37,9 % |
| Romské obyvatelstvo | Romské obyvatelstvo   |  | 62,1 % | 62,1 % |

- Romské obyvatelstvo (Atlas 2013): 1 278 obyv. (62.1%)
- Romské obyvatelstvo, které deklarovalo romskou národnost (Sčítání 2011): 331 obyvatel

### Jazykové složení

#### Mateřský jazyk
Údaje: Sčítání lidu, domů a bytů v roce 2014
Mateřským jazykem se rozumí řeč, kterou s obyvatelem mluvili
- Celkem – 2 083 obyvatel
- Slovenský – 1 103 (52,95%)
- Romský – 733 (35,19%)
- Nezjištěný – 157 (7,54%)
- Německý – 66 (3,17%)
- Rusínský – 13 (0,62%)
- Český – 5 (0,24%)
- Maďarský – 3 (0,14%)
- Ukrajinský – 2 (0,10%)
- Ruský – 1 (0,05%)

#### Úřední jazyk
Údaje: Sčítání lidu, domů a bytů v roce 2011
Úřední jazyk je jazyk, který obyvatel v době sčítání nejčastěji používal v zaměstnání nebo škole, bez ohledu na to, zda pracoval nebo studoval v ČR nebo v zahraničí.
| \| Úřední jazyk – Švedlár (2011)[4] \| Úřední jazyk – Švedlár (2011)[4] \| Úřední jazyk – Švedlár (2011)[4] \| Úřední jazyk – Švedlár (2011)[4] \| Úřední jazyk – Švedlár (2011)[4] \| \| -------------------------------- \| -------------------------------- \| -------------------------------- \| -------------------------------- \| -------------------------------- \| \| \| \| \| \| \| \| Slovenština \| Slovenština \| \| 82,62 % \| 82,62 % \| \| ostatní, nezjištěno \| ostatní, nezjištěno \| \| 12,78 % \| 12,78 % \| \| Romština \| Romština \| \| 3,50 % \| 3,50 % \| \| Němčina \| Němčina \| \| 1,10 % \| 1,10 % \| |                     |  |         |         |
| Úřední jazyk – Švedlár (2011) |                     |  |         |         |
| |                     |  |         |         |
| Slovenština | Slovenština         |  | 82,62 % | 82,62 % |
| ostatní, nezjištěno | ostatní, nezjištěno |  | 12,78 % | 12,78 % |
| Romština | Romština            |  | 3,50 %  | 3,50 %  |
| Němčina | Němčina             |  | 1,10 %  | 1,10 %  |

- Celkem – 2 083 obyvatel
- Slovenský – 1 721 (82,62%)
- Nezjištěný – 225 (10,80%)
- Romský – 73 (3,50%)
- Německý – 23 (1,10%)
- Anglický – 13 (0,62%)
- Český – 12 (0,58%)
- Ostatní – 10 (0,48%)
- Rusínský – 3 (0,14%)
- Ukrajinský – 2 (0,10%)
- Maďarský – 1 (0,05%)

#### Jazyk v domácnosti
Údaje: Sčítání lidu, domů a bytů v roce 2011
Jazyk v domácnosti je jazyk, který obyvatel v době sčítání nejčastěji používal v domácnosti.
| \| Jazyk v domácnosti – Švedlár (2011)[4] \| Jazyk v domácnosti – Švedlár (2011)[4] \| Jazyk v domácnosti – Švedlár (2011)[4] \| Jazyk v domácnosti – Švedlár (2011)[4] \| Jazyk v domácnosti – Švedlár (2011)[4] \| \| -------------------------------------- \| -------------------------------------- \| -------------------------------------- \| -------------------------------------- \| -------------------------------------- \| \| \| \| \| \| \| \| Slovenština \| Slovenština \| \| 46,28 % \| 46,28 % \| \| Romština \| Romština \| \| 38,07 % \| 38,07 % \| \| ostatní, nezjištěno \| ostatní, nezjištěno \| \| 12,63 % \| 12,63 % \| \| Němčina \| Němčina \| \| 3,02 % \| 3,02 % \| |                     |  |         |         |
| Jazyk v domácnosti – Švedlár (2011) |                     |  |         |         |
| |                     |  |         |         |
| Slovenština | Slovenština         |  | 46,28 % | 46,28 % |
| Romština | Romština            |  | 38,07 % | 38,07 % |
| ostatní, nezjištěno | ostatní, nezjištěno |  | 12,63 % | 12,63 % |
| Němčina | Němčina             |  | 3,02 %  | 3,02 %  |

- Celkem – 2 083 obyvatel
- Slovenský – 964 (46,28%)
- Romský – 793 (38,07%)
- Nezjištěný – 240 (11,52%)
- Německý – 63 (3,02%)
- Rusínský – 10 (0,48%)
- Český – 6 (0,29%)
- Ostatní – 3 (0,14%)
- Ukrajinský – 2 (0,10%)
- Maďarský – 2 (0,10%)

### Náboženské složení
Údaje: Sčítání lidu, domů a bytů v roce 2011
| \| Náboženské složení – Švedlár (2011)[4] \| Náboženské složení – Švedlár (2011)[4] \| Náboženské složení – Švedlár (2011)[4] \| Náboženské složení – Švedlár (2011)[4] \| Náboženské složení – Švedlár (2011)[4] \| \| -------------------------------------- \| -------------------------------------- \| -------------------------------------- \| -------------------------------------- \| -------------------------------------- \| \| \| \| \| \| \| \| Římští katolíci \| Římští katolíci \| \| 80,03 % \| 80,03 % \| \| Luteráni \| Luteráni \| \| 7,78 % \| 7,78 % \| \| ostatní, nezjištěno \| ostatní, nezjištěno \| \| 7,77 % \| 7,77 % \| \| bez vyznání \| bez vyznání \| \| 2,69 % \| 2,69 % \| \| Řečtí katolíci \| Řečtí katolíci \| \| 1,73 % \| 1,73 % \| |                     |  |         |         |
| Náboženské složení – Švedlár (2011) |                     |  |         |         |
| |                     |  |         |         |
| Římští katolíci | Římští katolíci     |  | 80,03 % | 80,03 % |
| Luteráni | Luteráni            |  | 7,78 %  | 7,78 %  |
| ostatní, nezjištěno | ostatní, nezjištěno |  | 7,77 %  | 7,77 %  |
| bez vyznání | bez vyznání         |  | 2,69 %  | 2,69 %  |
| Řečtí katolíci | Řečtí katolíci      |  | 1,73 %  | 1,73 %  |

- Celkem – 2 083 obyvatel
- Římskokatolická církev – 1 667 (80,03%)
- Evangelická církev augsburského vyznání na Slovensku – 162 (7,78%)
- Nezjištěno – 140 (6,72%)
- Bez vyznání – 56 (2,69%)
- Řeckokatolická církev – 36 (1,73%)
- Pravoslavná církev – 12 (0,58%)
- Evangelická církev metodistická – 7 (0,34%)
- Církev Ježíše Krista svatých posledních dnů – 1 (0,05%)
- Církev adventistů sedmého dne – 1 (0,05%)
- Křesťanské sbory – 1 (0,05%)

## Pamětihodnosti
- Římskokatolický kostel sv. Markéty Antiochijské, jednolodní gotická stavba s polygonálně ukončeným presbytářem a předsazenou věží z druhé poloviny 14. století. Byl pozdněgoticky rozšířen kolem roku 1569, jak udává údaj o roku na klenbě presbytáře. V 17. století byl barokně upravený, v tomto období vzniklo současné zaklenutí lodě. Výmalba klenby lodi pochází z konce 19. století. Nacházejí se zde tři pozdně oltáře a kazatelna z poloviny 18. století. Křtitelnice je bronzová z roku 1360, dílo mistra Konráda.[6] Kostel má hladké fasády členěné opěrnými pilíři. Monumentální věž je ukončena jehlancovou helmicí.
- Evangelický kostel, jednolodní klasicistní stavba na půdorysu řeckého kříže s pravoúhlým ukončením presbytáře a předsazenou věží z roku 1787. Upravován byl v roce 1930.[7] V interiéru se nacházejí hornické patronátní lavice z druhé poloviny 18. století. Kostel má hladké fasády, věž je ukončena jehlancovou helmicí.

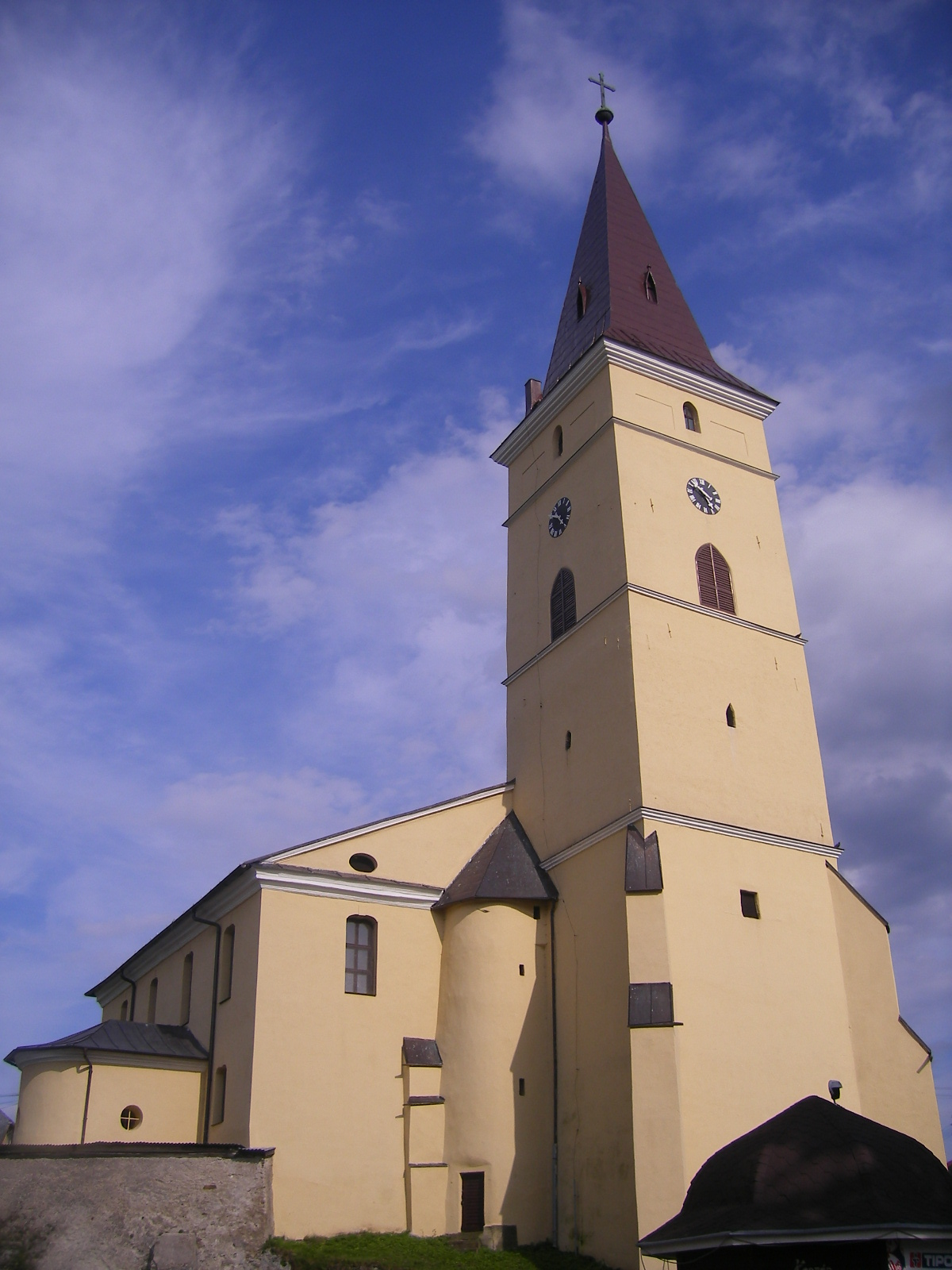
Kostel sv. Markéty Antiochijské
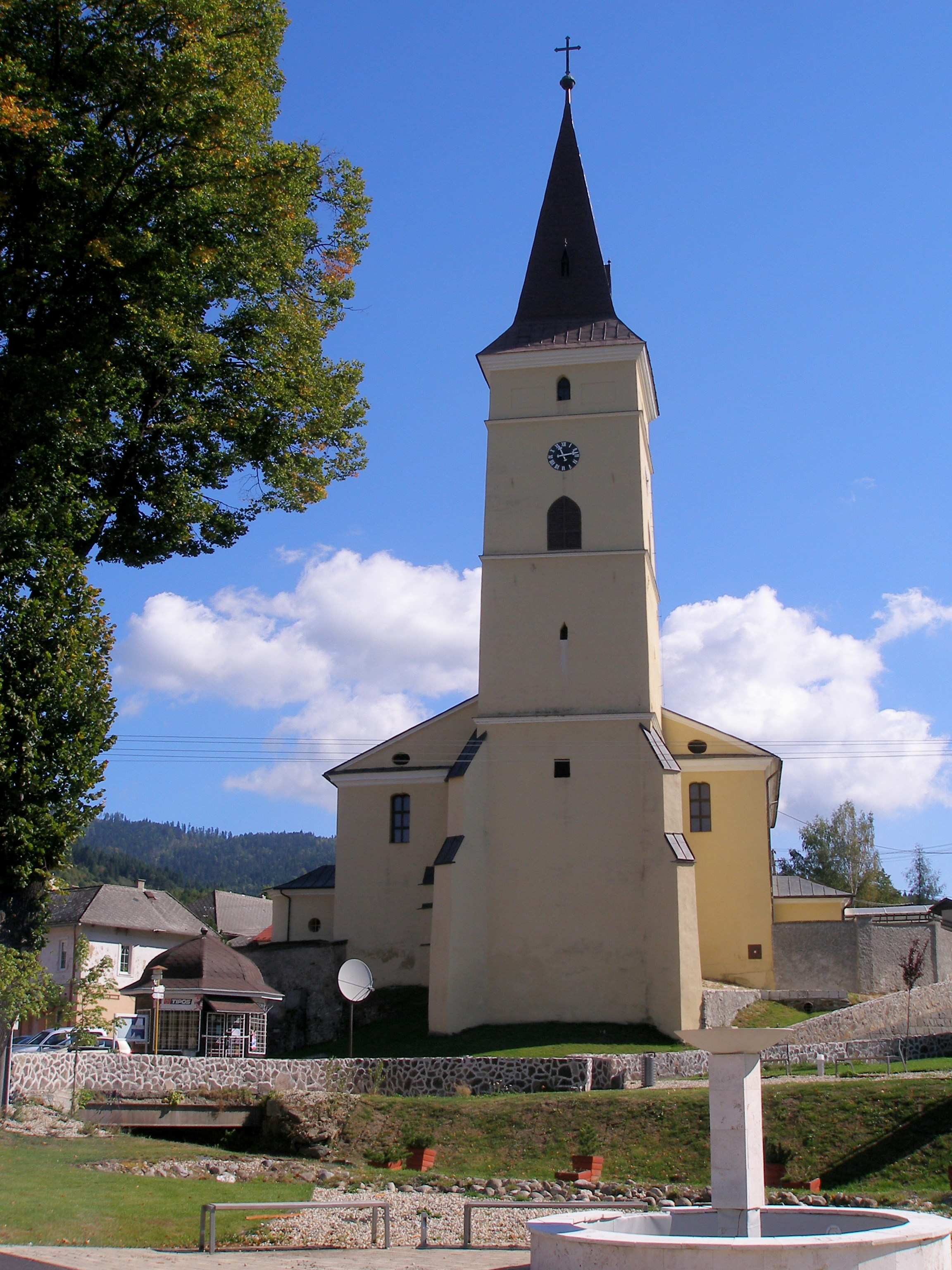
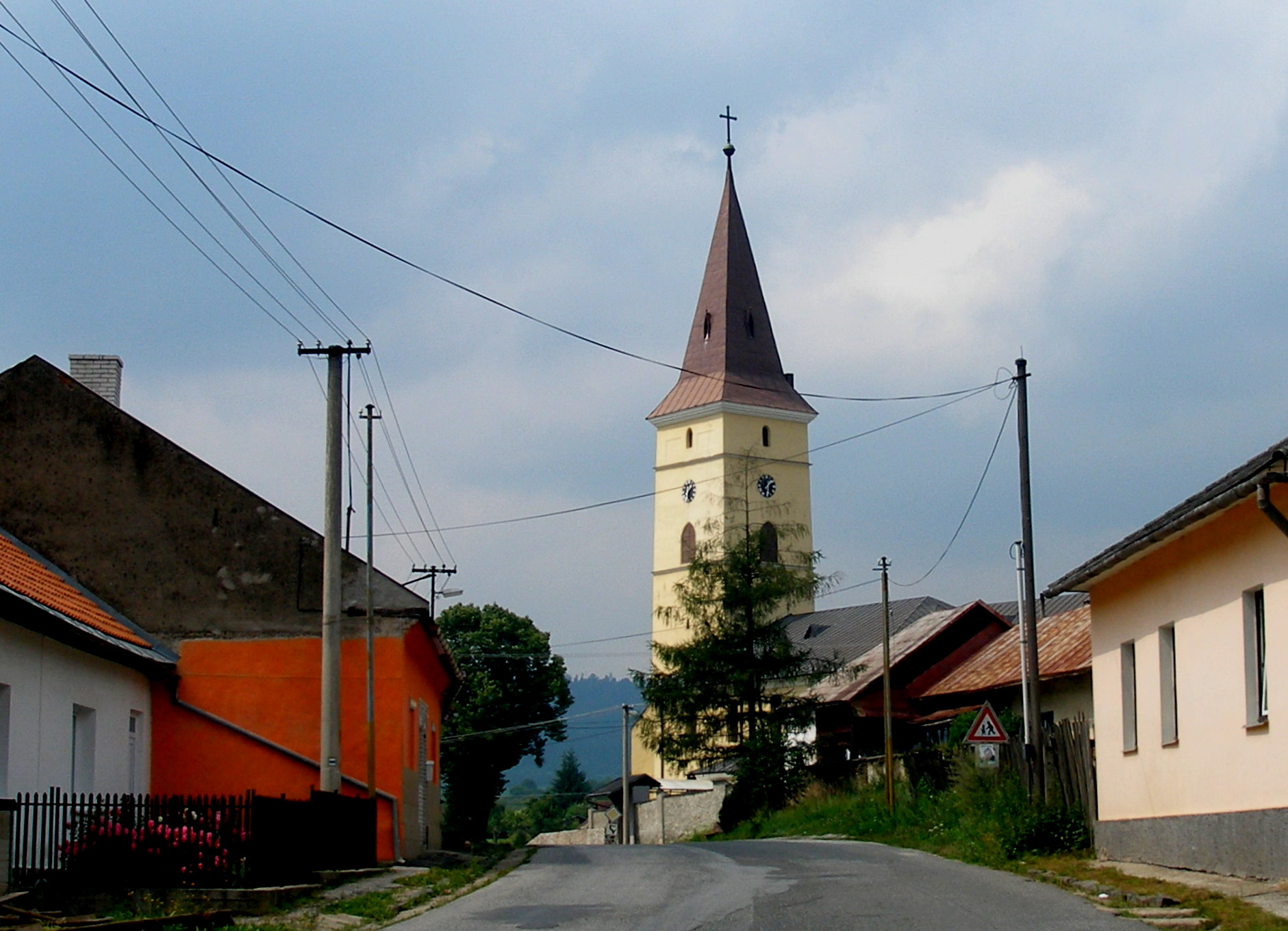
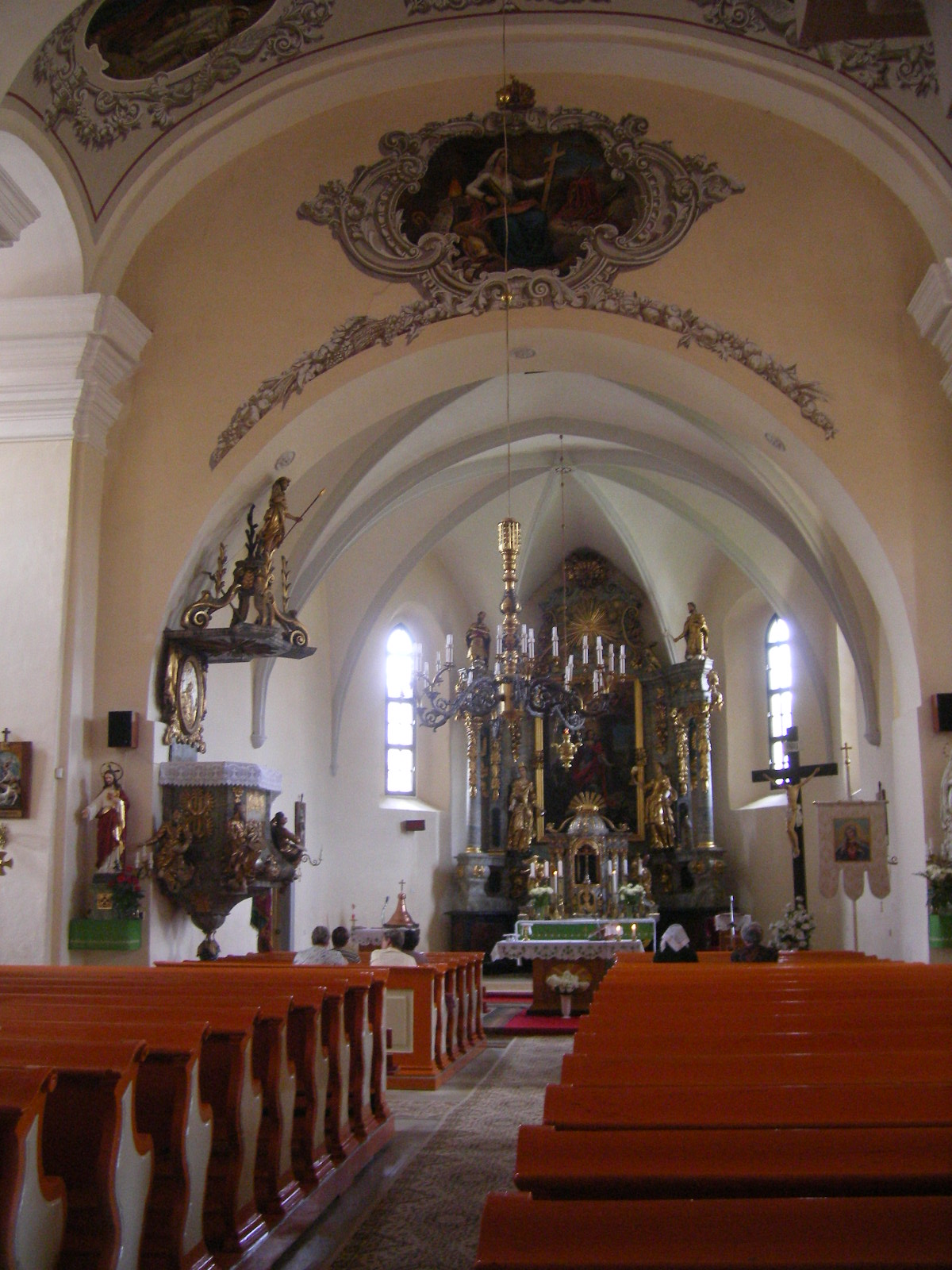
Interiér kostela
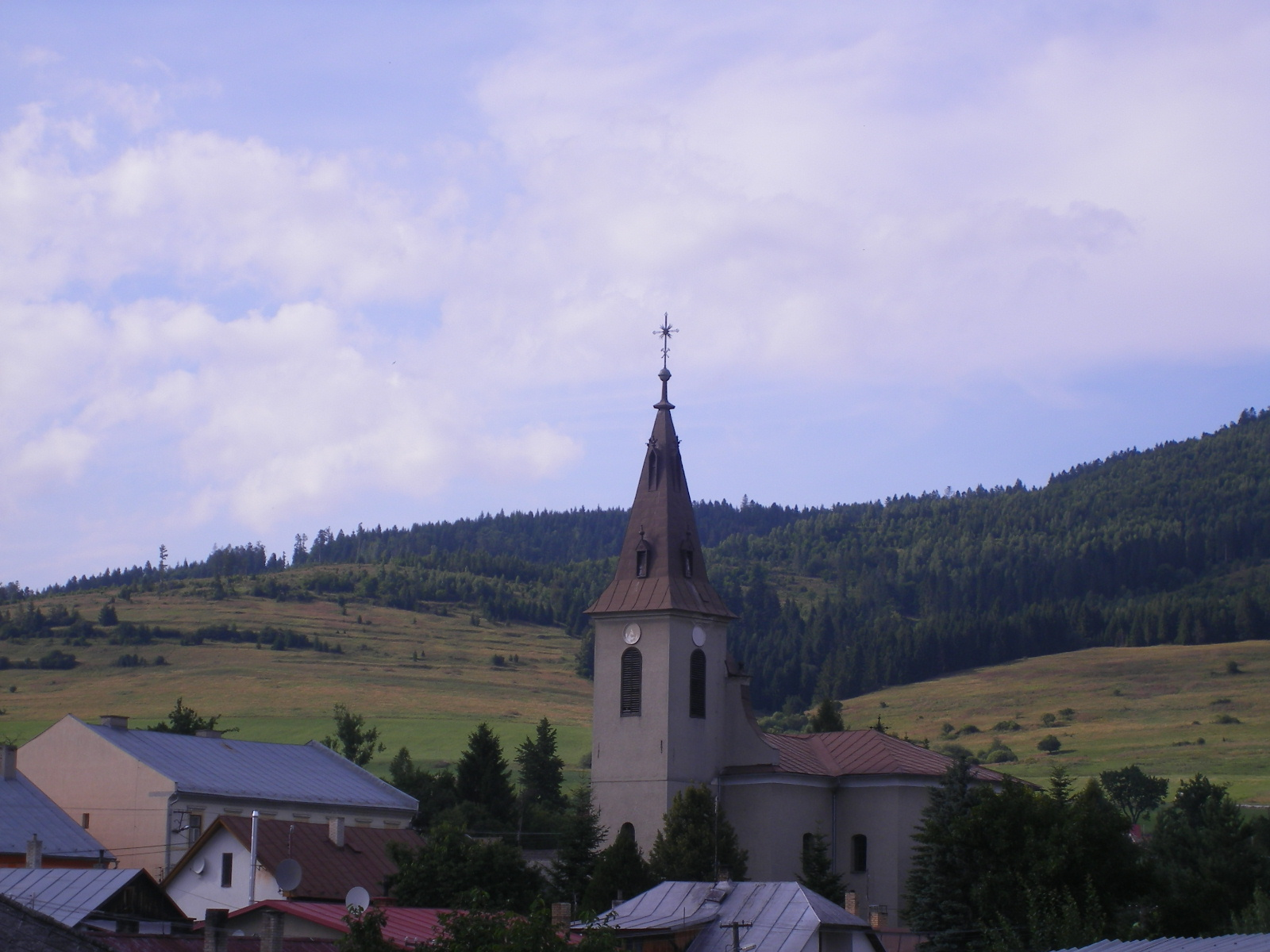
Evangelický kostel